# Francesco Ribezzo
Francesco Ribezzo (Francavilla Fontana, 8 maggio 1875 – Lecce, 19 ottobre 1952) è stato un glottologo e archeologo italiano.

## Biografia
Nato a Francavilla Fontana, conseguì la licenza liceale con diploma d'onore a Lecce, nel 1895. Si laurea a Napoli, dove ha ricoperto l'incarico di docente presso il liceo ginnasio "Vittorio Emanuele II". Perfeziona la sua formazione a Lipsia, dove nel 1906 frequenta i corsi dei maggiori linguisti dell'epoca. Tornato in Italia, riprende l'insegnamento nelle scuole medie superiori a Benevento, Palermo, Cagliari e Napoli.
Nel 1914 ottiene la cattedra di docente in "Storia comparata delle lingue classiche e neolatine" presso l'Università di Napoli. Nel 1921 è docente di glottologia presso l'Università di Messina, e dal 1925, sino al 1948 insegna glottologia presso l'Università di Palermo.
Sposatosi a Roma con la tedesca Maddalena Gebler, il 5 giugno 1948, morì improvvisamente a Lecce il 29 ottobre 1952, durante lo svolgimento del II Congresso Storico Pugliese. Fu commemorato, non solo in Italia, (tra gli altri, dall'archeologo Massimo Pallottino nel 1954, e dal filologo Ettore Paratore nel 1961), ma anche da esponenti del mondo accademico di Lovanio in Belgio, San Paolo in Brasile, Parigi e Vienna.

## Le opere
Fra le sue opere più importanti:
- La lingua degli antichi Messapii 1907.
- Le Murgie ed i Morgeti: contributo alla toponomastica storica e preistorica degli Appennini Apulo-Lucani, Società Tipografica Editrice Barese, Bari 1914.
- Iscrizione sicana in alfabeto lineare mediterraneo Napoli 1927.
- Il cippo del Foro romano e le epigrafi di lettera greca nel latino arcaico, Tip. Leonardo Da Vinci, Napoli 1928.
- Roma delle origini, Sabini e Sabelli. Aree dialettali, iscrizioni, isoglossi, S.I.E.M., Napoli 1930.
- Corpus Inscriptionum Messapicarum, Palermo 1938.
- Il dialetto apulo - salentino di Francavilla Fontana, Apulia, Martina Franca 1912.

Inoltre ha fondato e diretto dal 1916 al 1937 la "Rivista Indo-Greco-Italica".

## Strutture culturali
A Francesco Ribezzo sono stati intitolati il Museo archeologico provinciale di Brindisi ed il liceo Scientifico Statale di Francavilla Fontana.